# Emil von Conrady
Emil Karl Georg Heinrich Wilhelm Albert von Conrady (* 21. März 1827 in Glogau, Provinz Schlesien; † 17. November 1905 in Göttingen) war ein preußischer General der Infanterie.

## Leben

### Herkunft
Emil war der jüngste Sohn des preußischen Oberstleutnants Wilhelm Ludwig von Conrady (1773–1848) und dessen Ehefrau Luise, geborene von Lindau (1792–1852). Seine Schwester Amalie (1817–1892) war mit dem Komponisten Ludwig Meinardus (1827–1896) verheiratet.

### Militärkarriere
Conrady besuchte das Gymnasium in seiner Heimatstadt sowie die Kadettenhäuser in Wahlstatt und Berlin. Anschließend wurde er am 4. Juli 1844 als Portepeefähnrich dem 6. Infanterie-Regiment der Preußischen Armee überwiesen und avancierte bis Mitte März 1845 zum Sekondeleutnant. Nach Kommandierungen zum 5. kombinierten Reserve-Bataillon und zur Gewehrrevisionskommission in Sömmerda absolvierte Conrady 1850/53 zur weiteren Ausbildung die Allgemeine Kriegsschule. Im Anschluss stieg er zum Adjutanten des Füsilier-Bataillons auf, wurde Anfang Juni 1855 zur Topographischen Abteilung des Großen Generalstabes kommandiert und mit besonderen Vermessungen im Harz beauftragt. Anfang November 1855 wurde er Premierleutnant und Ende Juli 1857 unter Beförderung zum Hauptmann in den Großen Generalstab versetzt. Vom 31. Januar 1858 bis zum 30. Juni 1860 war Conrady im Generalstab der 1. Division tätig, kehrte anschließend als Kompaniechef im 7. Pommerschen Infanterie-Regiment Nr. 54 kurzzeitig in den Truppendienst zurück und wurde am 28. Mai 1861 unter Beförderung zum Major in den Generalstab der 9. Division versetzt. Am 3. April 1866 wurde er zum Kommandeur des I. Bataillons im Hohenzollernschen Füsilier-Regiment Nr. 40 in Trier ernannt und Anfang Juni zum Oberstleutnant befördert. In dieser Eigenschaft nahm Conrady im selben Jahr während des Krieges gegen Österreich bei der Vorhut der Elbarmee an den Kämpfen bei Hühnerwasser und Münchengrätz teil. In der Schlacht bei Königgrätz hatte er den Auftrag die feindlichen Batterien bei Nieder- und Ober-Prim zu vertreiben. Dafür wurde er nach dem Friedensschluss mit dem Roten Adlerorden IV. Klasse mit Schwertern ausgezeichnet.
Unter Stellung à la suite beauftragte man Conrady am 22. Januar 1868 zunächst mit der Führung des 2. Hannoverschen Infanterie-Regiments Nr. 77 in Wesel und ernannte ihn am 22. März 1868 mit der Beförderung zum Oberst zum Kommandeur dieses Verbandes. Im Krieg gegen Frankreich nahm er an den Schlachten bei Spichern und Colombey teil. Bei Gravelotte führte Conrady die 27. Infanterie-Brigade und während der Belagerung von Metz erkrankte er schwer an Typhus. Nach seiner Genesung in der Heimat kehrte er Weihnachten 1870 nach Frankreich zurück und übernahm neben seinem Regiment bis zum 4. Januar 1871 auch die Führung der 28. Infanterie-Brigade. Nach der Teilnahme an der Einschließung von Mézières und dem Handstreich auf Rocroi war er vom 8. Februar bis zum 8. April 1871 Führer der 26. Infanterie-Brigade. Ausgezeichnet mit beiden Klassen des Eisernen Kreuzes wurde Conrady am 15. April 1871 zum Chef des Generalstabes des XI. Armee-Korps in Kassel ernannt. In dieser Stellung erhielt er Ende Juni 1872 den Rang und die Gebührnisses eines Brigadekommandeurs. Im März 1873 avancierte er zum Generalmajor und wurde ein Jahr später Kommandeur der 59. Infanterie-Brigade in Metz. In gleicher Eigenschaft war er vom 15. März 1876 bis zum 4. Februar 1878 bei der 4. Garde-Infanterie-Brigade tätig und erhielt den Kronenorden II. Klasse mit Stern. Anschließend wurde Conrady unter Beförderung zum Generalleutnant zum Kommandeur der 1. Division ernannt. Dieses Kommando gab er am 12. April 1879 an Friedrich von Beckedorff ab und übernahm dafür die 2. Division. Anlässlich des Ordensfestes wurde Conrady im Januar 1884 mit dem Roten Adlerorden I. Klasse mit Eichenlaub und Schwertern am Ringe ausgezeichnet. Am 15. April 1884 ernannte man ihn dann zum Gouverneur der Festung Metz, bevor er am 3. November 1885 unter Verleihung des Charakters als General der Infanterie mit der gesetzlichen Pension zur Disposition gestellt wurde.
Bereits während seiner aktiven Dienstzeit hatte sich Conrady schriftstellerisch bestätigt und Beiträge zur Kriegs- und Heeresgeschichte u. a. im Militär-Wochenblatt publiziert.
Nach seinem Tod wurde er am 27. November 1905 auf dem Berliner Invalidenfriedhof beigesetzt.

### Familie
Conrady hatte sich am 23. Juli 1861 in Bromberg mit Anna Brachvogel (* 1841) verheiratet. Aus der Ehe gingen der Sohn Walter (1865–1924), der wie sein Vater eine Militärkarriere in der Preußischen Armee einschlug und es zum Oberst brachte, und die Tochter Elisabeth (* 1872) hervor.

## Schriften
- Geschichte des Königlich Preussischen sechsten Infanterie-Regiments, von seiner Stiftung im Jahre 1773 bis zum Ende des Jahres 1856. Carl Flemming, Glogau 1857.
- Das Leben des Grafen August von Werder, königlich preussischen Generals der Infanterie. E.S. Mittler & Sohn, Berlin 1889. Google-Digitalisat
- Die Geschichte des 2. Hannoverschen Infanterie-Regiments Nr. 77. Die ersten 25 Jahre 1866 bis 1891. E.S. Mittler & Sohn, Berlin 1892.
- Leben und Wirken des Generals der Infanterie und kommandierenden Generals des 5. Armeekorps Carl von Grolman. E.S. Mittler & Sohn, Berlin 1894–1896.
  - Band 1: Von 1777 bis 1813.
  - Band 2: Die Befreiungskriege 1813 bis 1815.
  - Band 3: Von 1815 bis 1843.